# Addicted to You (canção de Laura Voutilainen)
"Addicted To You" (em português: "Viciada em ti")  foi a canção que representou a Finlândia no Festival Eurovisão da Canção 2002 que se desenrolou em Tallinn, capital da Estónia.
A referida canção foi interpretada em inglês por  Laura. Laura foi a décima-terceira a cantar na noite do festival, a seguir a "Never Let It Go" interpretada pela banda Afro-dite pela Suécia e antes de  Malene com "Tell Me Who You Are") pela Dinamarca. Terminou em vigésimo lugar (entre 24 participantes, tendo recebido um total de 24 pontos. Devido a esta fraca classificação, a Finlândia  ficou desqualificada de participar no ano seguinte, em 2003, mas regressaria em 2004 com a canção "Takes 2 To Tango, interpretada por Jari Sillanpää .

## Autores
- Letrista: Janina Frostell,Tracy Lipp
- Compositor: Maki Kolehmainen

## Letra
A canção é cantada Letra da canção em Diggiloo Thrush.na perspetiva de uma mulher dizendo ao seu amante o que ela sente em relação a ele. Ela parece estar maravilhada ao dizer o que sente por ele, dizendo-lhe que "se tu fosses uma droga, eu ficaria viciada por ti" e "Todas as vezes que nós dizemos "adeus", Eu morro um pouco dentro de mim". Para a interpetação da canção, Laura vestiu as cores da bandeira da Finlândia, uma blusa top azul-pálido e umas calças brancas.

## Outras versões
Laura gravou também uma versão remix da canção (4:11)